# Mali Požarevac
Mali Požarevac (em cirílico:Мали Пожаревац) é uma vila da Sérvia localizada no município de Sopot, pertencente ao distrito de Belgrado, nas regiões de Šumadija e Kosmaj. A sua população era de 1479 habitantes segundo o censo de 2009.

## Demografia
| 1948  | 1953  | 1961  | 1971  | 1981  | 1991  | 2002  |
| ----- | ----- | ----- | ----- | ----- | ----- | ----- |
| 1 295 | 1 359 | 1 455 | 1 461 | 1 473 | 1 472 | 1 479 |